# Chobera amamiale
Chobera amamiale is een vlinder van de familie van de grasmotten (Crambidae). De wetenschappelijke naam van deze soort is voor het eerst voorgesteld als Thliptoceras amamiale door Eugene Gordon Munroe en Akira Mutuura in een publicatie uit 1968.

## Verspreiding
De soort komt voor in Japan (Amami-eilanden).

## Type
- holotype: "male. 21.IV.1960. leg. A. Mutuura"
- instituut: CNC, Ottawa, Canada
- typelocatie: Japan, Amami, Tokunoshima, Kametoku